# Особняк П. А. Урусова
Особняк П. А. Урусова — памятник архитектуры. Расположен в Санкт-Петербурге, современный адрес дома — Литейный проспект, 17-19.

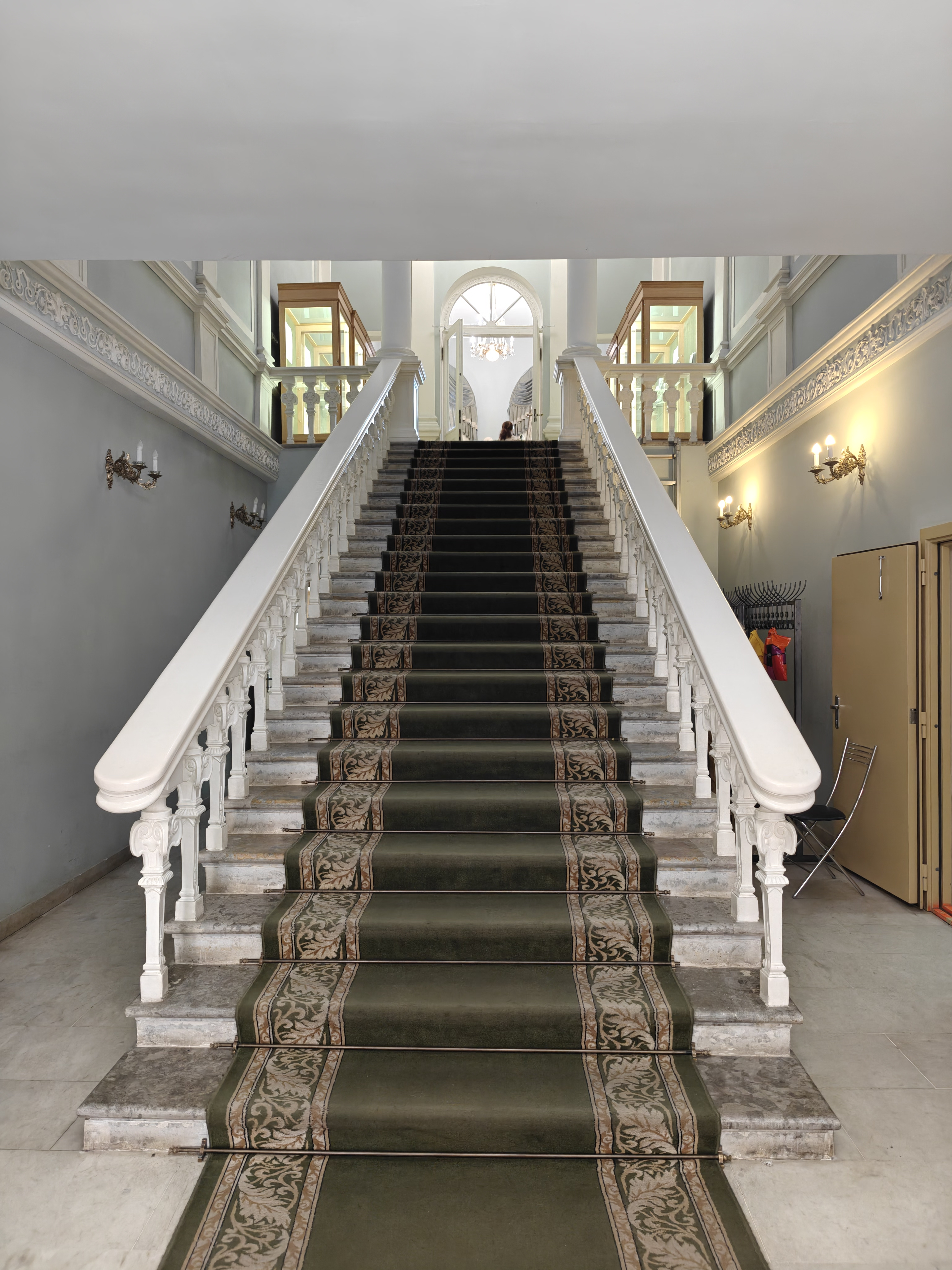
Парадная лестница

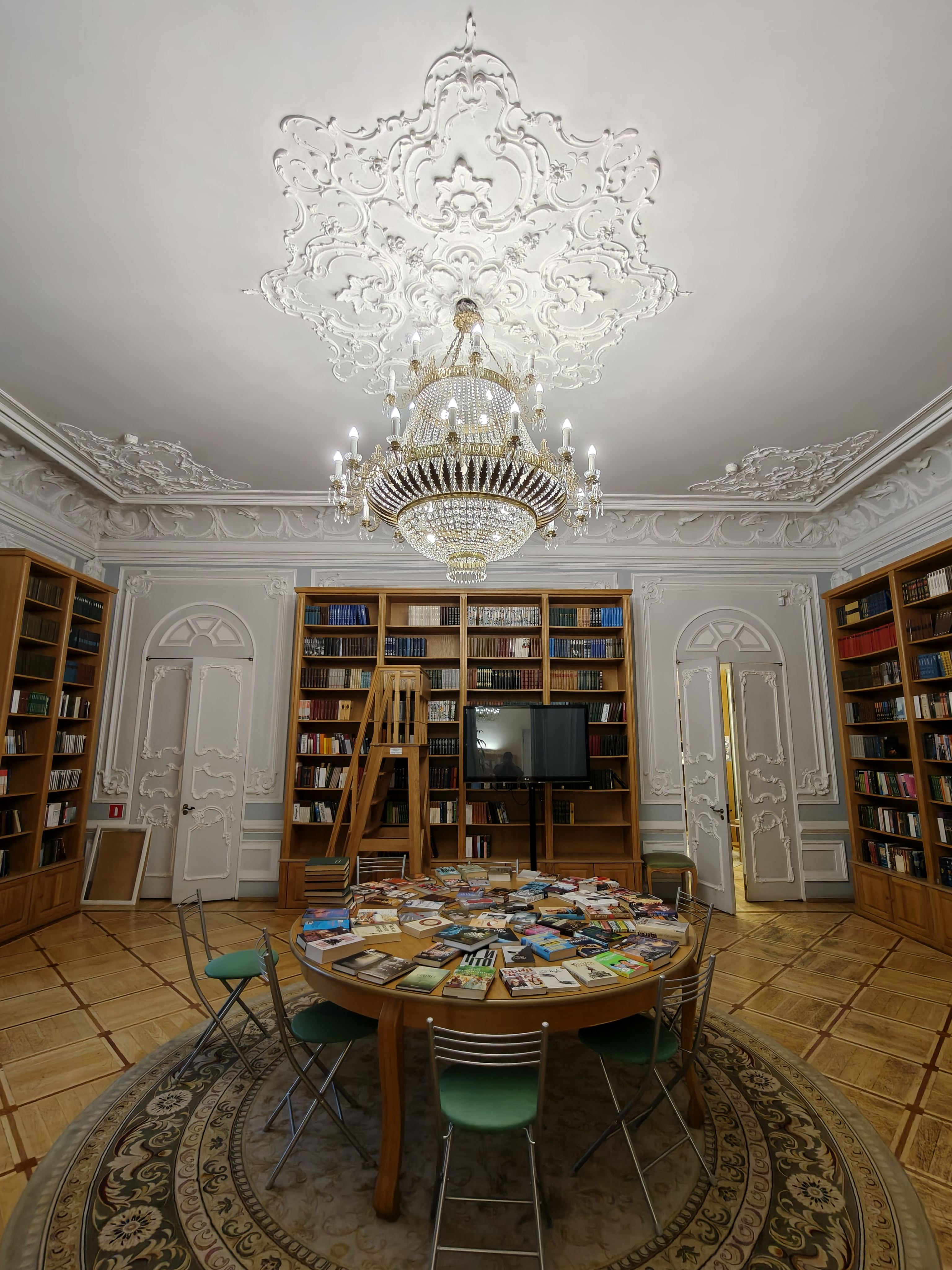
Одна из комнат

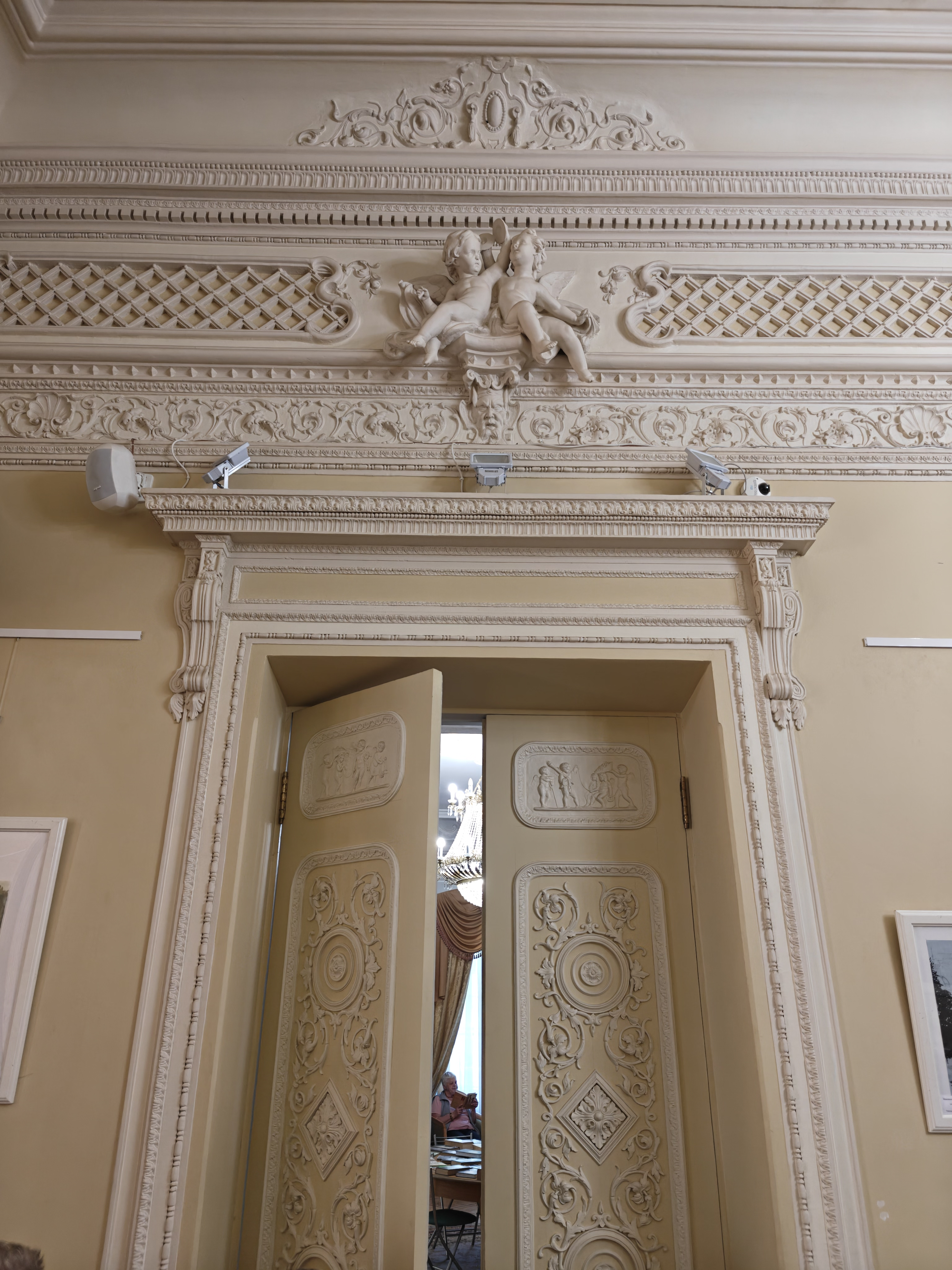
Дверь

В конце XVIII века участок был занят садом дома со стороны Моховой улицы, дом на его месте был построен ориентировочно в первой четверти XIX века (он отображён на плане Шуберта 1825 года). С 1849 года зданием владел П. А. Урусов, при нём во дворе к зданию было пристроено два флигеля, а сам особняк был отделан в стиле рококо — по проекту Л. Ф. Вендрамини. С 1858 года владельцами стали Мусины-Пушкины.
Здание двухэтажное, в 8 осей по главному фасаду. По краям второго этажа арочные окна украшены двумя путто, держащими пустой картуш (ранее — с гербом Мусиных-Пушкиных, в советское время — с серпом и молотом). Помимо путти, у здания плоский декор: нижний этаж рустован, в верхнем ярусе расположены пилястры, окна украшены широкими наличниками.
Стиль рококо также используется в интерьерах — парадная лестница относительно строгая, украшена балясинами, её стены — пилястрами, верхняя площадка — колоннами; в комнатах использованы падуги, лепные трельяжные сетки, изображения путти, птиц и цветов.
В 2019 году дом вошел в перечень 255 многоквартирных домов — памятников архитектуры с особо сложными фасадами, которые предполагалось отреставрировать по программе КГИОП «Наследие». Реставрация с восстановлением исторического облика началась в 2022 году. Был восстановлен серо-зелёный цвет плоскости стен, запланирован светло-бежевый цвет архитектурных деталей и реставрация фамильного герба.
В здании работает Центральная библиотека им. Лермонтова.